# Шишковский, Василий
Василий Шишковский (1929 — декабрь 1944) — юный герой-пионер, подпольщик Великой Отечественной войны, заживо сожжён в родном доме бандитами-бандеровцами в декабре 1944 года.

## Биография
Родился в 1929 году в селе Шумское (город Шумск) Волынского воеводства Польши.
В начале Великой Отечественной войны, когда наши войска отступали, Василий Шишковский познакомился с командиром одного из советских батальонов, Андреем Титовым. Испуганное население села пряталось по домам, а мальчишка вызвался помочь отступающему отряду, напоил всех водой.
Через несколько дней немецкие войска вошли в село. Батальон Андрея Титова, понёсший потери, оставался в окрестном лесу, время от времени совершая ночные вылазки и диверсии. В одну из таких ночей недалеко от своей хаты Вася обнаружил на земле раненного в ногу командира Титова. Он спрятал военного в сарае и несколько дней кормил его и перевязывал. Почувствовав себя лучше, офицер ушёл в лес к партизанам.
В 1944 году Красная Армия освобождала Западную Украину. Советские войска посёлок за посёлком очищали от вражеских сил. Дошла очередь и до Шумского. Разведывательная группа командира Титова, войдя в село, сразу же направилась к дому Шишковских. Бойцы знали, что здесь им помогут и не выдадут. Мальчик поведал о силах противника и указал на свежевырытые вражеские оборонительные окопы. Ранним утром начался бой, в деревню въехали советские бронемашины и танки. Село Шумское было освобождено.
В 1944 году возобновила работу сельская школа. Шишковский стал учиться, был активным участником общественно-политической жизни школы. В окрестных лесах ещё было много бандитских формирований, которые промышляли грабежами. Перед новым 1945 годом одна из таких банд нагрянула в село и, убив родителей Василия, подожгла их дом. Василий, ночевавший у бабушки, поспешил к своей хате, где нападавшие выстрелом ранили юношу и бессознательного бросили в огонь. Выбраться он не смог.
Всё село участвовало в похоронной процессии семьи Шишковских. В населённом пункте в память о юном герое был установлен памятник.
11 августа 2017 года памятник Васе Шишковскому в Шумске был разрушен.

## Память
- Василию Шишковскому в центре Шумска был установлен памятник.
- В память о Васе Шишковском были сочинены очерки и стихотворения.
- В Мурманском морском пароходстве с 1969 по 1991 годы работал теплоход «Вася Шишковский».